# Юй Гохуа
Юй Гохуа́ (кит. трад. 俞國華, упр. 俞国华, пиньинь Yú Guóhuá; 10 января 1914 — 4 октября 2000) — тайваньский политический деятель, Председатель Исполнительного юаня (1984—1989).

## Биография
Окончил Гарвардский университет и Лондонскую школу экономики.
В 1967—1969 гг. — министр финансов,
в 1969—1984 гг. — глава Центрального банка Тайваня.
В 1984—1989 гг. — Председатель Исполнительного юаня. На этом посту в 1987 г. добился прекращения действовавшего в стране на протяжении 38 лет режима военного положения.

## Награды
- Большая лента специального класса ордена Бриллиантовой звезды (июль 1978 года)